# Erstavik
Erstavik är en slottsliknande herrgård och en stor jordegendom i Nacka socken, vid Erstaviken i Nacka kommun i Stockholms län. Egendomen var 1763-2015 fideikommiss inom familjen af Petersens. Den behövde därför aldrig delas vid arvskiften, utan levde kvar som det sista större sammanhängande godset nära Stockholm. 2015 när den siste innehavaren av fideikommisset, Johan af Petersens, avled medgav regeringen som ett led i avvecklingen att den fasta egendomen överfördes till ett aktiebolag, Herman Petersen Fideikommiss AB. Därefter meddelade Fideikommissnämnden tillstånd till skifte av egendomen; i och med detta hade fideikommisset avvecklats. Även efter avvecklingen vårdas gamla byggnader och gårdsdriften. Erstaviksområdet är klassat som riksintresse för friluftslivet.

## Historik

Del av Erstaviks ägor, 1722.

### Den medeltida gården
Erstavik är första gången nämnt 1356 då gården är sätesgård för frälsemannen Bengt Larsson. Ortnamnet skrivs då Ærnastewik. Kung Albrekt pantsatte 1364 gården till påven för att täcka stora skulder som dess senaste ägare Nils Turesson (Bielke) ådragit sig. Under 1400-talet ägdes gården av Katarina Henningsdotter (Königsmark) och därefter hennes dotter Anna Markvardsdotter (Stolpe). Erstavik ärvdes sedan av Annas dotter Ingeborg Ragvaldsdotter (Bonde) som var gift med först Nils Ottesson (Björnram från Västergötland) och sedan 1480-99 med lagmannen i Södermanland Peder Ragvaldsson (Fargalt), vilka båda skrev sig till Erstavik. Via Ingeborg Ragvaldsdotter och Peder Ragvaldssons dotter Margareta Pedersdotter (Fargalt) gick gården vidare till ätten Kyle, genom Margaretas giftermål med Klas Kyle (som levde åtminstone till 1531). Nästa ägare var deras son Hans Kyle (död 1583). Erstavik gick vidare till Hans son Erik Kyle. Erik Kyle gifte sig på 1590-talet med Anna Olofsdotter Rosenbielke (dotter till Olof Arvidsson Rosenbielke), och de två kom att bosätta sig på Dannäs, Västbo. Erik Kyle levde åtminstone till slutet av 1616, men Anna Olofsdotter Rosenbielke skrevs till både Erstavik och Dannäs åtminstone till 1630. Sonen Gabriel var den siste av ätten Kyle på Erstavik. Han dog barnlös 1644.

### Törnflychts tid

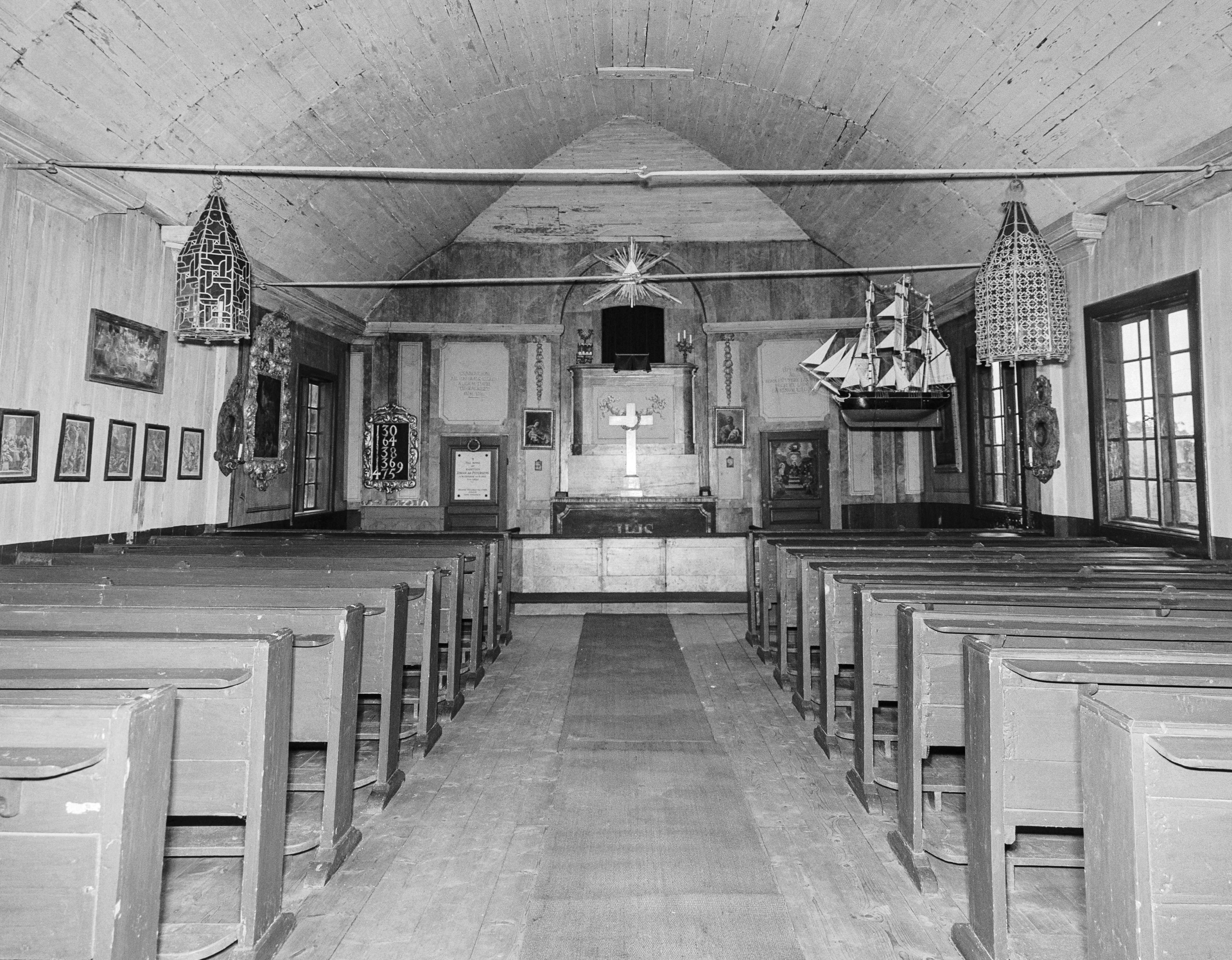
Kapellet i Södra gårdsflygeln, 1960-tal.

År 1717 förvärvades egendomen av riksrådet Olof Törnflycht, som tidigare ägde flera stora gods på Södertörn, bland annat Kumla gård i Tyresö socken. Han blev landshövding i Stockholms län strax före den ryska invasionen i Stockholms skärgård 1719. Under Rysshärjningarna hemsökte den ryska flottan även Erstavik och flera av godsets gårdar brändes, dock inte huvudbyggnaden. När de ryska styrkorna drog vidare norr ut genom Baggensstäket hejdades de av överste Baltzar von Dahlheim som höll stånd tills Södermanlands regemente under ledning av Rutger Fuchs hann fram och slog tillbaka ryssarna. Händelsen innebar slutet på ryssarnas härjningar som under 41 dagar orsakade stor skada, och den ryska flottan drog sig tillbaka. Efter kriget inredde Törnflycht den södra gårdsflygeln till kapell.

### Petersens tid

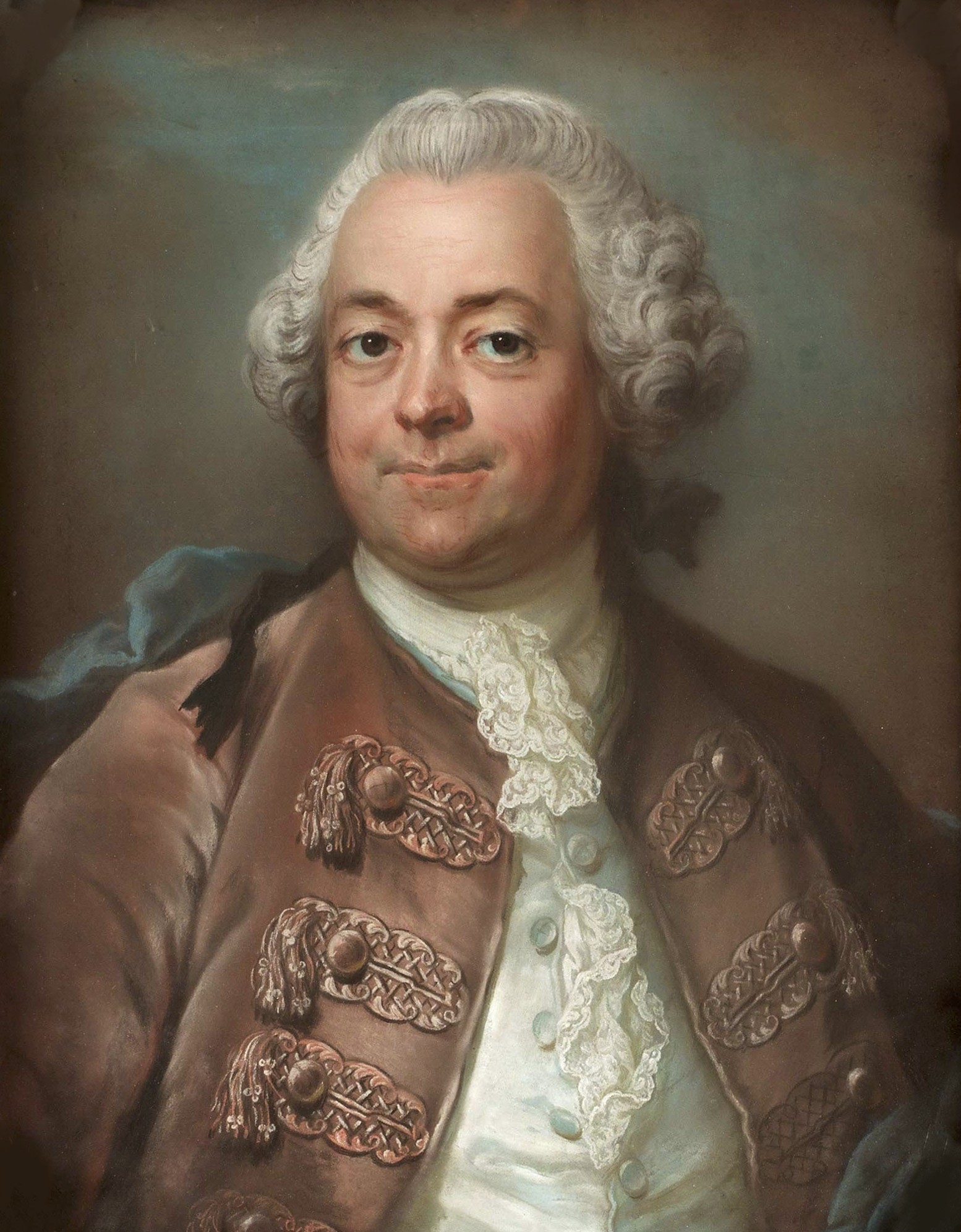
Herman Petersen.

Törnflycht avled 1737 på Erstavik, men hans änka bodde kvar fram till 1762. År 1763, ett år efter att Törnflychs änka avlidit, såldes godset av Törnflychts arvingar till dagens ägarfamilj Petersen (adlad 1770 af Petersens) genom grosshandlare Herman Petersen, förmögen direktör i Svenska Ostindiska Companiet och tidigare ägare till Stora Nyckelviken. Han satte genast igång att omdana Erstaviks huvudbyggnad från grunden efter ritningar av "arkitekten på modet" Jean Eric Rehn.
Den nya herrgården med sin påkostade inredning var just färdigställd, då  Herman Petersen avled 1765, 52 år gammal. I sitt testamente förordnade han att Erstavik skulle bli fideikommiss med äldste sonen Johan Abraham som förste innehavare, medan fastigheten vid Munkbron i Gamla stan (Petersenska huset) skulle bli fideikommiss med den yngre sonen Herman som förste innehavare. I detta fideikommiss ingick även fastigheten Lilla Nygatan 9, som såldes 1944 efter tillstånd av Kungl. Maj:t. Båda fideikommissen skulle ärvas på manslinjen, och äldre son skulle ha företräde framför yngre son och äldre släktgren företräde framför yngre släktgren. Sedan den yngre sonen Herman avlidit utan manlig avkomma förenades de båda fideikommissen i en hand och har därefter följts åt till dess avvecklingen skedde.  
År 1891 såldes hemmanen Neglinge och Skogsö (2 mantal) samt Älgö (totalt 900 hektar) av dåvarande ägaren, Herman Magnus af Petersens, till bankdirektören Knut Agathon Wallenberg som där grundade villastaden Saltsjöbaden. Köpeskillingen uppgick i den tidens penningvärde till 250 000 kronor som kom att tillföras fideikommisset som kapital. Även Svärdsön hörde på 1700-talet till Erstavik men avstyckades från egendomen i slutet på 1800-talet. Godset har dock behållit sin storlek sedan seklets början och ökat sin areal något, från 2 307 hektar 1909 till dagens dryga 2 400 hektar.

## Huvudbyggnaden
På platsen för dagens herrgårdsanläggning fanns före 1760 en gård i karolinsk stil med en huvudbyggnad och tre flyglar, samlade kring en kvadratisk gårdsplan. Den ena flygelbyggnaden, som 1723 inreddes till kapell (Erstaviks kapell) finns ännu bevarad. Under Herman Petersen revs den karolinska gården. Den nuvarande huvudbyggnaden ritades av arkitekten Jean Eric Rehn och uppfördes mellan 1763 och 1765. Han fick även ansvaret för utformningen av interiören och nyinredde kapellet 1763 medan väggmålningar och dekorerade dörröverstycken skapades av Johan Pasch.
Byggnaden är uppförd i tegel i tre våningar med putsad fasad och utskjutande mittrisalit samt valmat, brutet tak. Huset rymmer bevarade inredningar i rokoko och gustaviansk stil. Byggnaden präglas av väl avvägda yttre proportioner och flankeras av två lanterninprydda flygellängor. Interiört bevarar huvudbyggnaden i stort sitt ursprungliga utseende. Paradvåningen på övre våningsplan räknas till Sveriges vackraste rumssviter från frihetstiden. En barockpark anlades, enligt tidens sed, den omdanades och moderniserades dock på 1850-talet.

## Godsets gårdar och torp (urval)
I alfabetisk ordning.
| Bild | Beteckning     | Beskrivning | Adress och koordinater                                                 |
| ---- | -------------- | --- | ---------------------------------------------------------------------- |
|      | Drevinge gård  | Då arkitekten Jean Eric Rehn på 1760-talet fick i uppdrag av Erstaviks ägare, Herman Petersen, att rita en ny huvudbyggnad för Erstavik behöll han två av de äldre flyglarna av vilka Drevinge gård var den ena. Denna flygel kom på 1820-talet att flyttas till sin nuvarande plats vid Lännerstasundet. Den andra flygelbyggnaden finns fortfarande kvar vid Erstavik och är idag gårdens kapell. | Saltsjöbadsvägen 59°17′38.3″N 18°13′45.3″Ö / 59.293972°N 18.229250°Ö   |
|      | Fisksätra gård | Fisksätras centrala delar, där höghusen nu står, utgjorde åtminstone från 1562 och framåt en arrendegård under Erstavik, men ortnamnstypen och undersökta förhistoriska gravar talar för vikingatida bruk av platsen. Nuvarande kommundelen Saltsjöbaden/Fisksätra ingick i det stora markköpet mellan hovjägmästaren Herman Magnus af Petersens och finansmannen K.A. Wallenberg 1889. Gamla Fisksätra gård härrörde från 1720-talet och revs i slutet av 1960-talet, när den nya förorten växte fram.                                                                        | Harrgatan 15 59°17′35″N 18°15′15.27″Ö / 59.29306°N 18.2542417°Ö        |
|      | Hermansdal     | Hermansdal ligger vid Erstavikens norra sida mellan Erstaviksbadet och Erstaviks huvudbyggnad. Byggnaden härrör från 1800-talet och var ursprungligen ett statartorp. Här låg tidigare även ett brännvinsbränneri. | Hermansdal 59°16′15.39″N 18°15′26.17″Ö / 59.2709417°N 18.2572694°Ö     |
|      | Högmora        | Dagens Högmora redovisas på en karta från 1722 som Lilla Oxmora och var ytterligare ett dagsverkstorp under Erstavik. Namnet förändrades över tiden, förmodligen på grund av skiftande uttal. Av Oxmora blev Hoxmora och Hogsmora och till slut Högmora. På 1800-talet innehades stället under nästan 40 år av torparen Nils Hornberg. Han hade flera drängar och pigor. Idag finns hästverksamhet på gården. Det existerade även Stora Oxmora, belägen strax norr om Lilla Högmora. Byggnaderna där är borta, men det finns tydliga spår av husgrunderna.                     | Lilla Högmora gård 1 59°15′15.6″N 18°13′35″Ö / 59.254333°N 18.22639°Ö  |
|      | Kolbotten      | Av Kolbottens historiska byggnader kvarstår idag bara Övre Kolbotten dock utan flyglarna. Det rör sig om en timrat och panelad envåningslänga under ett brutet sadeltak. Vid Gösta Sellings inventering i slutet av 1970-talet fanns i interiören några kakelugnar från 1700-talets senare del samt fyrfyllnadsdörrar av karolinsk typ. Byggnaden är privatbostad och en av arrendegårdarna under Erstavik. Intill gården ligger Kolbottensjön och Saltsjö-Duvnäs station. | Kolbottens väg 2 59°18′0.4″N 18°11′51.6″Ö / 59.300111°N 18.197667°Ö    |
|      | Källtorp       | Redan 1610 är ett torp känt vid namn Källtorp, beläget vid Källtorpssjöns sydspets. 1723, samtidigt som nuvarande kapellet vid Erstavik invigdes, uppläts Källtorp som prästboställe. Nuvarande hus uppfördes 1783 som prästgård och hade den funktionen fram till 1890-talet. Enligt Stockholms läns museum är Källtorps bebyggelse "en av de absolut bäst bevarade lantgårdarna inom kommunen". | Ältavägen 103 59°17′15.7″N 18°10′15″Ö / 59.287694°N 18.17083°Ö         |
|      | Mellanberg     | Mellanberg var ett tidigare dagsverkstorp beläget öster om Sandsjön. Dagens byggnad uppfördes på 1910-talet som torp under Erstavik. I jordeboken från 1736 upptas Mellanberg som ett av tio rå- och rörshemman under Erstavik. Närmaste granne i öster är torpet Sanda. Mellanberg uthyrs idag som fritidshus. | ––– 59°16′31.5″N 18°12′3.5″Ö / 59.275417°N 18.200972°Ö                 |
|      | Neglinge gård  | Neglinge gård är sista resten av en historisk bebyggelse i bostadsområdet Neglinge som fram till 1889 hörde till Erstavik. Gården är omnämnd i skriftliga källor sedan 1369 och är idag en av de äldsta bevarade byggnaderna i Saltsjöbaden. Gårdens välbevarade allmogebebyggelse bestående av tre byggnader vittnar om att Saltsjöbaden en gång i tiden var en fiskare- och jordbruksbygd med små gårdar och torp. | Slingerstigen 59°17′10″N 18°16′56″Ö / 59.28611°N 18.28222°Ö            |
|      | Sanda          | Sanda som namn är känt sedan 1501 och en Per Henricksson från Sanda nämns redan i Stockholms stads tänkeböcker från år 1505. I Sandabäckens bördiga dalgång etablerade sig flera torp som lydde under Erstavik. Sanda är således en gammal bosättning och en av de äldsta torpplatserna inom Erstavik. Nuvarande stugan byggdes i mitten på 1800-talet och är idag fritidshus. | ––– 59°16′27″N 18°12′30.5″Ö / 59.27417°N 18.208472°Ö                   |
|      | Skogshyddan    | Nära Erstaviks gräns mot Älta ligger den numera obebodda Skogshyddan från 1700-talet som en gång i tiden var Erstaviks grindstuga. De som bodde där skötte bommen över vägen och såg till att inga obehöriga kom in på godsets mark. Stugan har troligen flyttats till sin nuvarande plats eftersom den inte finns inritad på kartan från 1722. Ursprungligen var stugan ett båtsmanstorp. Här bodde en båtsman med sin familj, när han inte tjänstgjorde i flottan. Båtsmannen på Skogshyddan hette alltid Skog. Torpet ägs av Erstavik och disponeras av Nacka Fritidsnämnd. | Erstaviksvägen 59°15′51.8″N 18°12′42.6″Ö / 59.264389°N 18.211833°Ö     |
|      | Skomakartorpet | Nära norra änden av Öringesjön ligger Skomakartorpet som har sitt namn efter en torpare som även fick några inkomster som skomakare. Vid husesynen 1776 fanns förutom det lilla bostadshuset en loge, stall, foderlada, redskapsbod och badstuga. Torparfamiljen hade en häst, tre kor, ett ungnöt och fyra får. Nuvarande stuga uppfördes 1890 och hyrs numera ut som fritidshus. Sörmlandsleden sträcker sig förbi här. | ––– 59°15′24″N 18°14′22.5″Ö / 59.25667°N 18.239583°Ö                   |
|      | Snörom         | Det märkliga namnet (uttalas snör-om) härrör troligen från att den gamla landsvägen mot Erstavik gjorde här en kraftig sväng. Torpet är känt sedan 1691 och ligger vid Källtorpssjöns sydöstra slut. Närmaste grannar är Källtorpet och Tenntorp. Snörom var bland annat bostad för klockaren vid Nacka gamla kyrka. Mellan åren 1712 och 1769 var Snörom båtsmanstorp, därefterblev Snörom skogvaktarbostad för skogvaktaren på Erstavik. Snörom uthyrs idag som fritidshus.                                                                                                  | Ältavägen 59°17′7.3″N 18°10′47.3″Ö / 59.285361°N 18.179806°Ö           |
|      | Tenntorp       | Strax söder om Källtorp återfinns ytterligare en av Erstaviks tidigare utgårdar, som kallas Tenntorp. Tenntorp har sitt namn efter ten som betyder gren, kvist, pinne. Det gamla torpstället är känt sedan 1603 och består idag av två manbyggnader där den ursprungliga uppfördes troligen så tidigt som i slutet av 1600-talet. Huset utgör därmed kommunens äldsta bevarade byggnad. Den andra manbyggnaden tillkom i början på 1900-talet och är idag privatbostad. | Ältavägen 112 59°16′55″N 18°10′54″Ö / 59.28194°N 18.18167°Ö            |
|      | Tuppstugan     | Tuppstugan var ett tidigare båtsmanstorp och sedermera dagsverkstorp strax norr om Sandasjön. Tuppstugan har haft olika namn, bland annat Oxberget, Svartbäcken och Solmärke. När den siste båtmannen flyttade ut 1886 (eller 1905 enligt en annan källa) blev Tuppstugan dagsverkstorp under Erstavik ända fram till 1930, då torpet övergick till att bli orienteringsklubben Skogskarlarnas klubblokal. Stugan från 1700-talet brann ner pingsthelgen 2004. | ––– 59°16′45.8″N 18°11′21.9″Ö / 59.279389°N 18.189417°Ö                |
|      | Vreta          | Torpet Vreta ligger vid den gamla bruksvägen mellan Skogshyddan och Skomakartorpet. Vägen har omvandlats till gång- och ridstig och utgör nu en del av Sörmlandsleden. 1722 uppförs "torparmannen" Hindrich Erichsson på Wreta som var dagsverkstorp under Ersta. Nuvarande stugan uppfördes kring sekelskiftet 1900. Till huset hörde även ett numera försvunnet uthus med stall vars grund ligger återfinns sydväst om torpet. | Erstaviksvägen 120 59°15′44.9″N 18°13′15.7″Ö / 59.262472°N 18.221028°Ö |
|      | Älta gård      | Älta gård omnämns skriftligt redan i ett köpebrev från år 1397 då Elpta såldes av väpnaren Blåpanna till köpmannen Rutger Kroell i Stockholm. Under en del av 1700-talet lydde Älta gård under Erstavik och var då ett arrendejordbruk. Huvudbyggnaden revs 1934 och återuppbyggdes år 1996 med den gamla byggnaden som förlaga. Älta gård gav kommundelen Älta sitt namn och är även namnet på ett bostadsområde i Älta. | Ältagårdsvägen 4 59°15′39″N 18°11′1″Ö / 59.26083°N 18.18361°Ö          |

## Erstaviks fideikommiss under senare tid
Genom en överenskommelse 1961 bidrog Stockholms stad till renoveringen av det Petersenska huset i Gamla stan. I gengäld lät Erstaviks fideikommiss Stockholms stad arrendera tre stora markområden mellan Nackareservatet och Erstaviken. Dessa områden utgör ett omfattande grönområde mellan Nackareservatet och Erstaviken med det närliggande Saltsjöbaden. 1976 träffades ett avtal mellan Erstaviks ägare och Nacka kommun att bevara största delen av egendomen som naturvårdsområde.
Idag är Erstavik ett företag som drivs för att generera avkastning. Jordbruket är främst inriktat på vallodling och skogsbruket ger råvaror till skogsindustrin. På hösten och vintern bedrivs jakt. I samband med avvecklingen bildades ett fideikommissaktiebolag, Herman Petersen Fideikommiss AB. Den fasta egendomen fördes över till bolaget, som  är i familjen af Petersens ägo. Idag omfattar godset 2 412 hektar mark och 1 200 hektar vatten (huvudsakligen Erstaviken). Erstavik har konsekvent i enlighet med fideikommissets regler slagit vakt om att bevara sina marker och hindra exploatering. Bevarandet sker numera inom ramen för fideikommissaktiebolaget. 
Erstavik upplåter mark för bad (Erstaviksbadet och Strålsjöbadet), vandringsleder (bl.a. Sörmlandsleden) och naturreservat (Nackareservatet och Strålsjön – Erstavik). Inom egendomen ligger Sandasjön, Trehörningen, Knipträsket och delar av Källtorpssjön, Strålsjön, Öringesjön, Lundsjön–Dammsjön samt inre delen av Erstaviken.

## Bilder
Huvudbyggnaden med omgivning

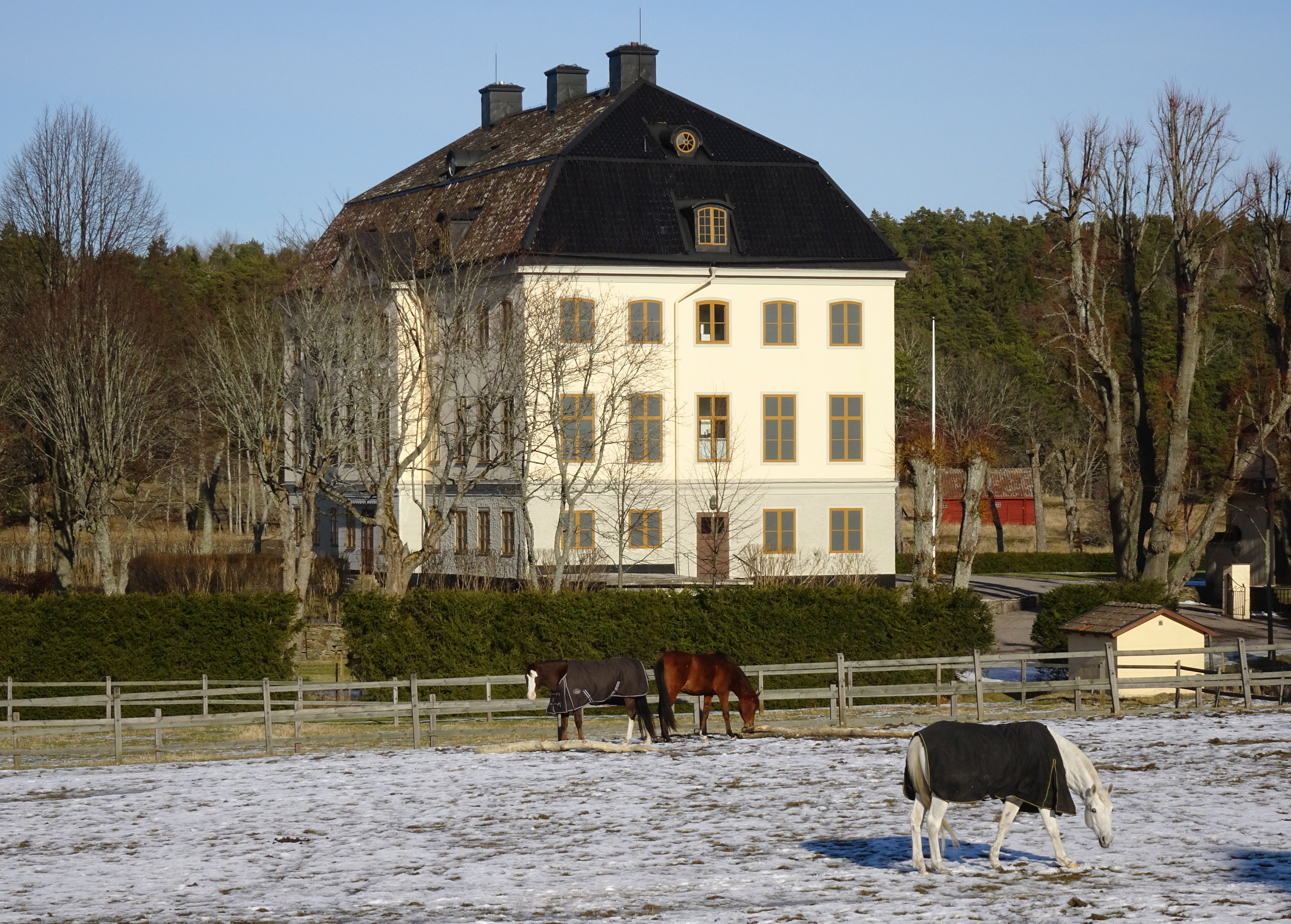
Huvudbyggnaden från söder
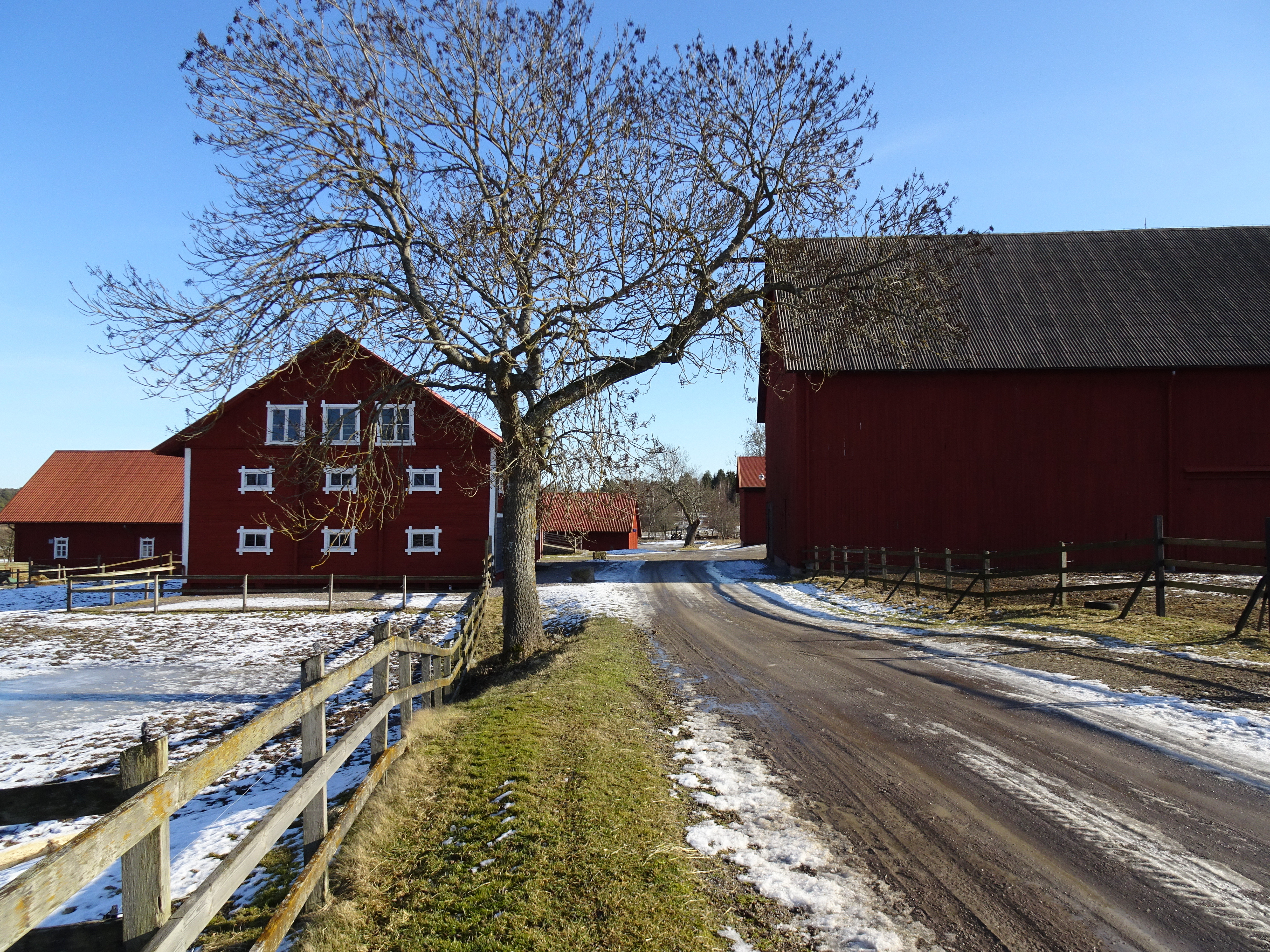
Ekonomibyggnader
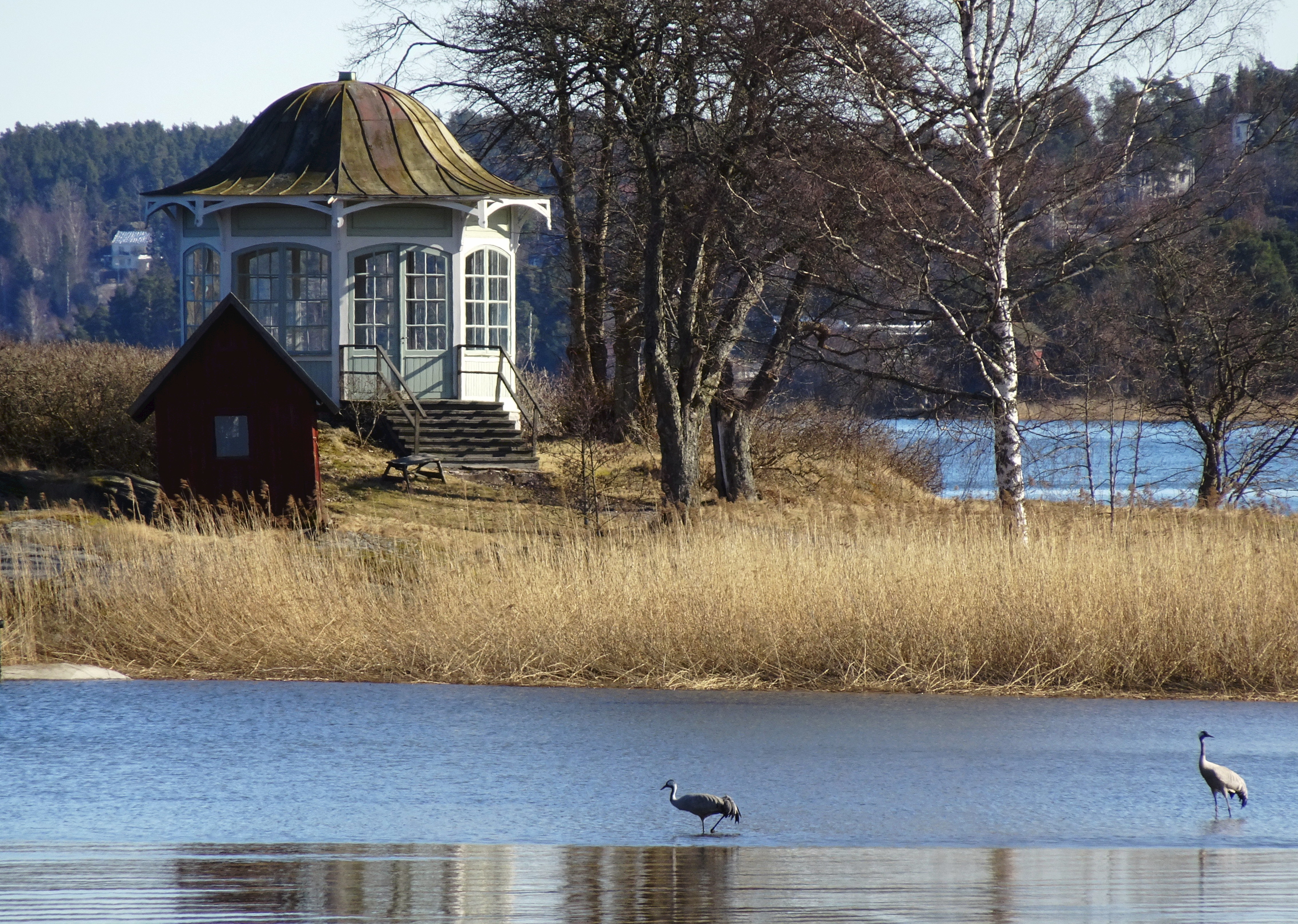
Lusthuset på Badholmen
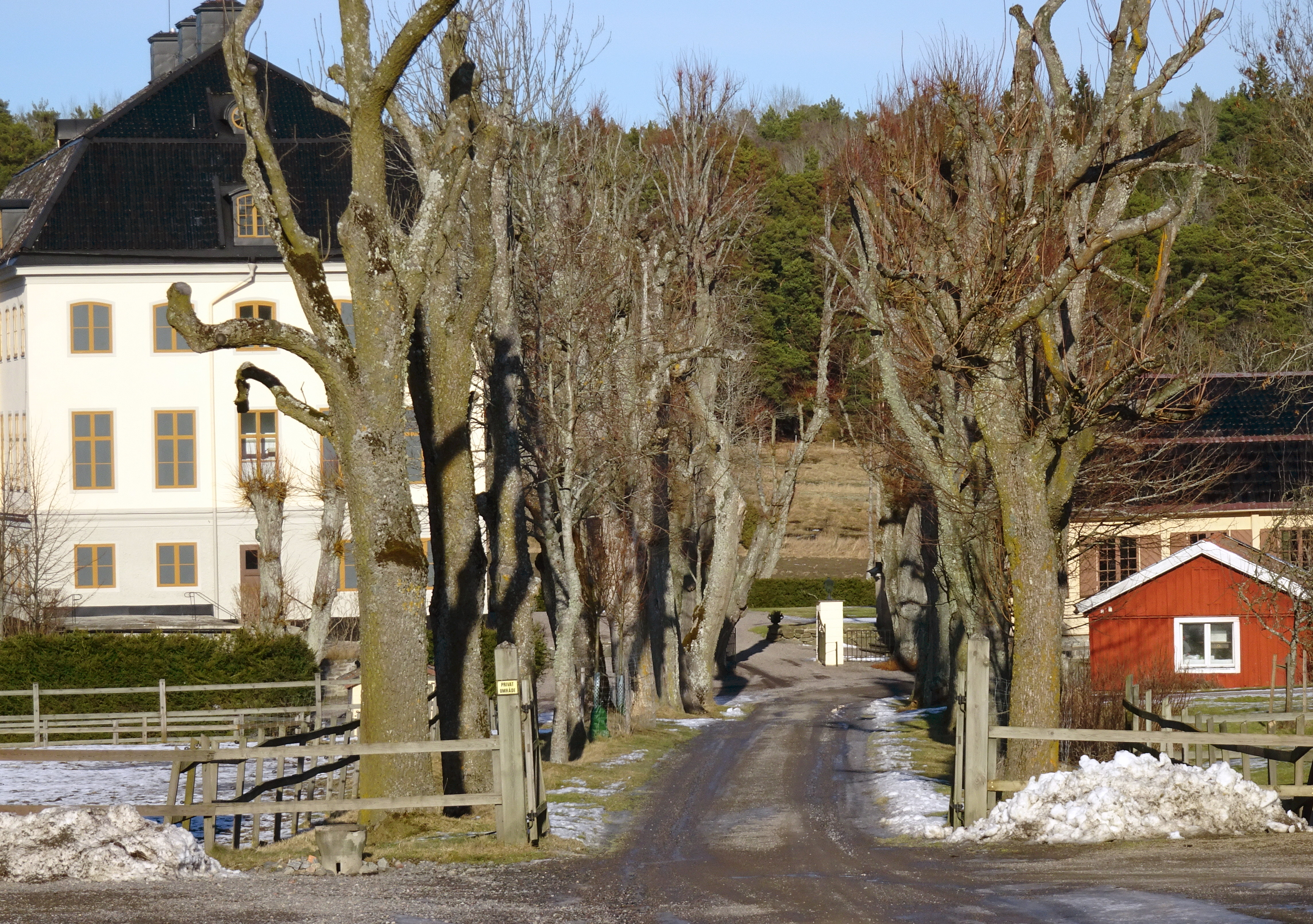
Södra allén
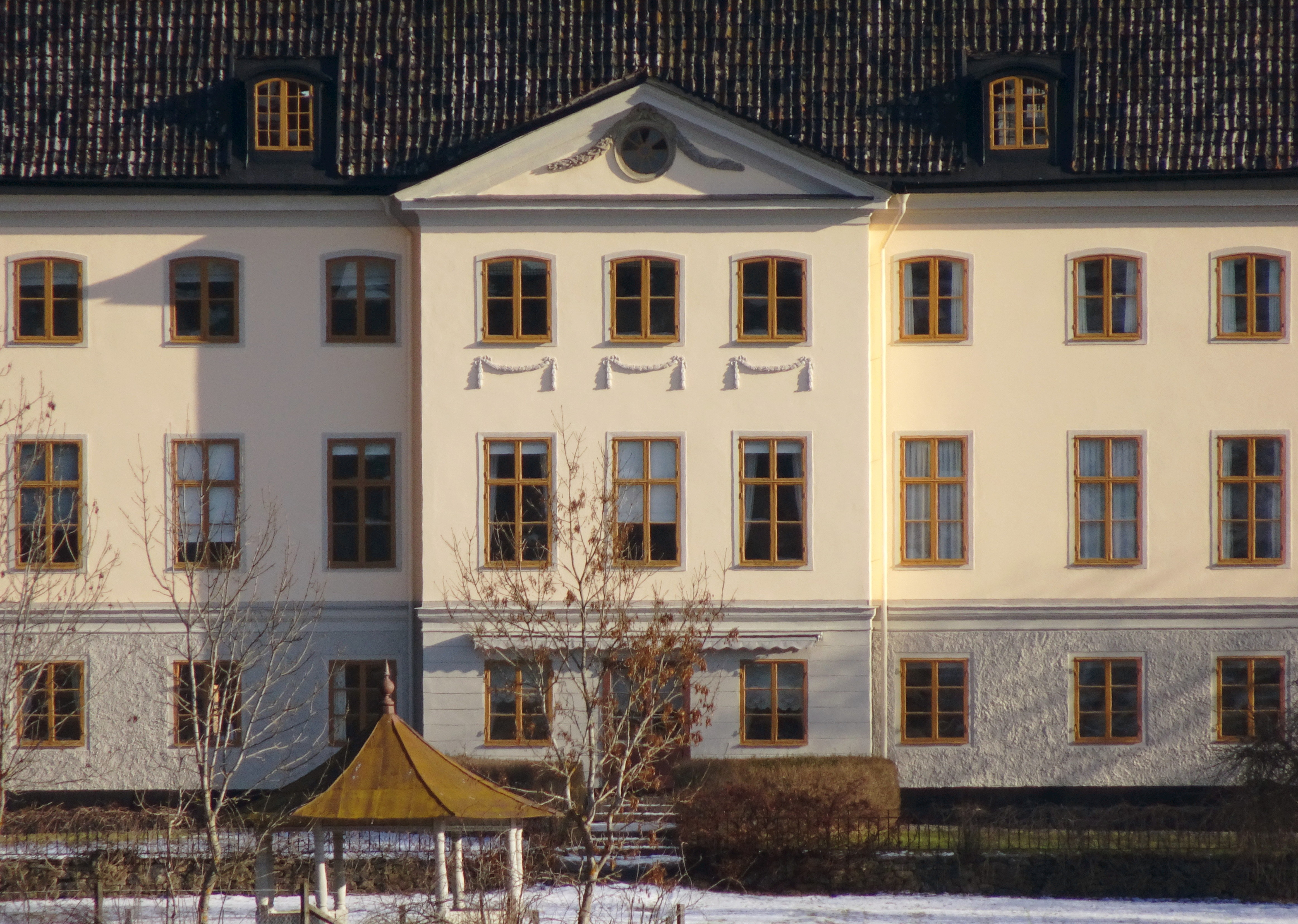
Huvudbyggnadens frontespis

Natur

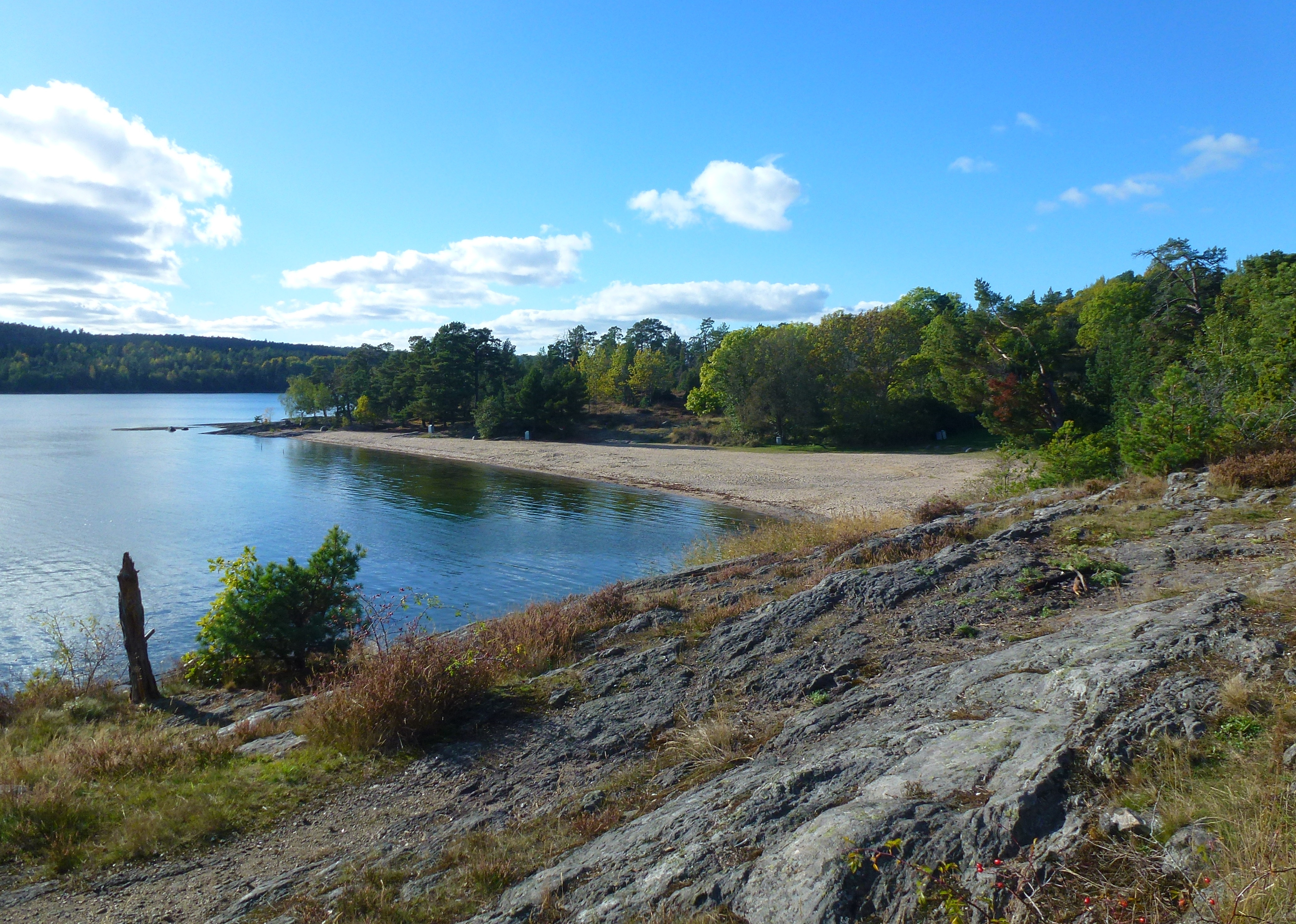
Erstaviksbadet vid Erstaviken
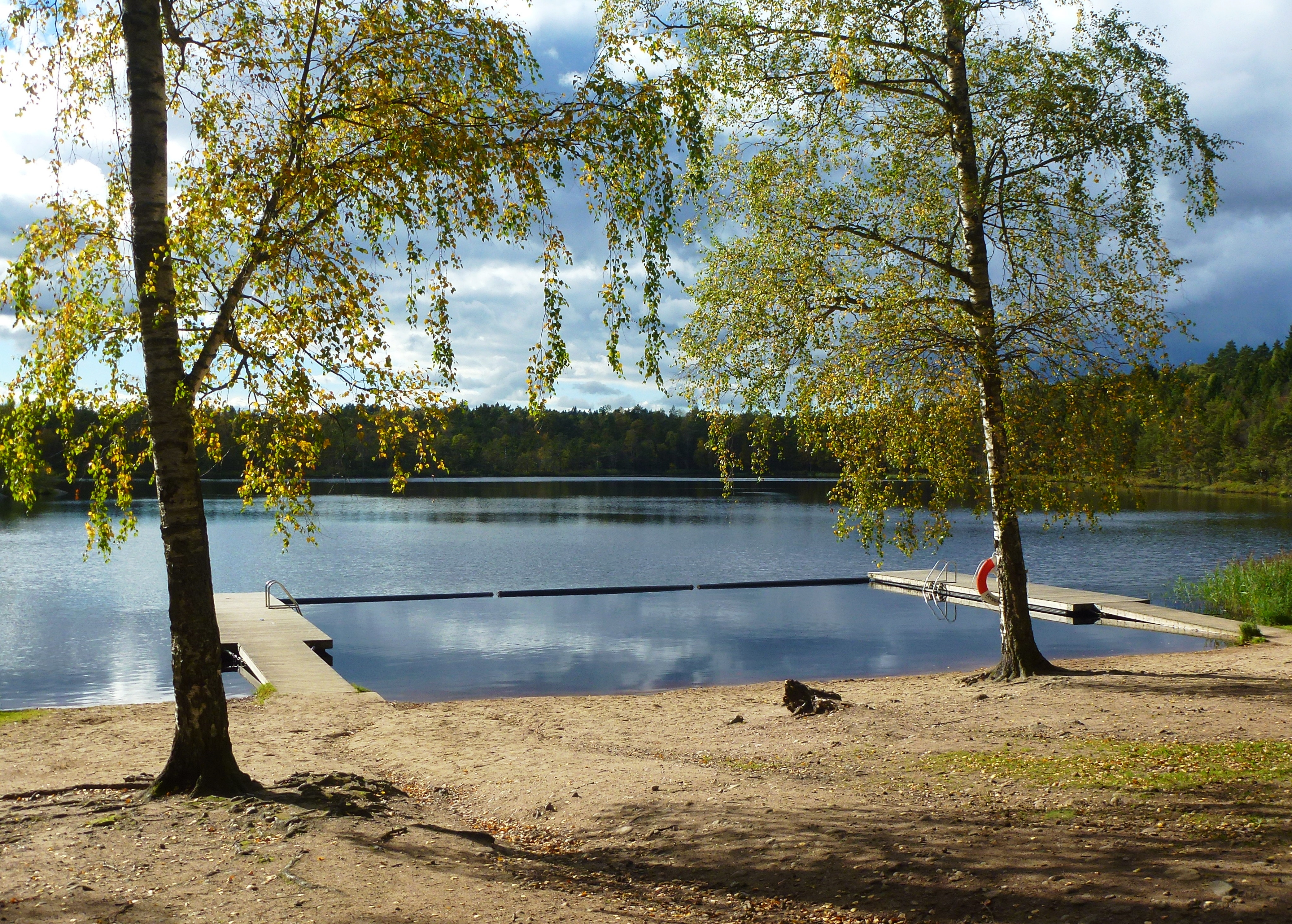
Badet vid Strålsjön
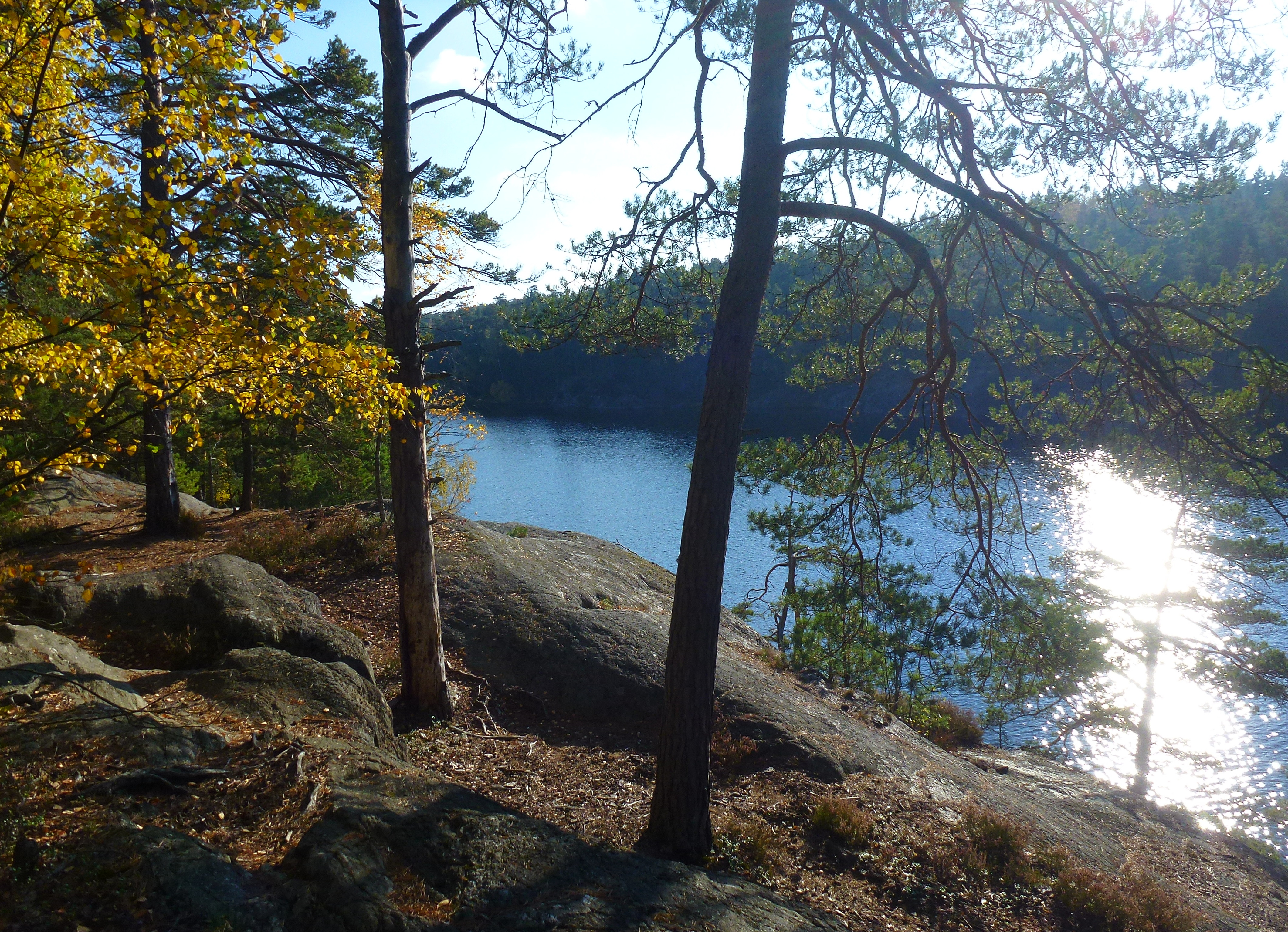
Sandasjön från nordost
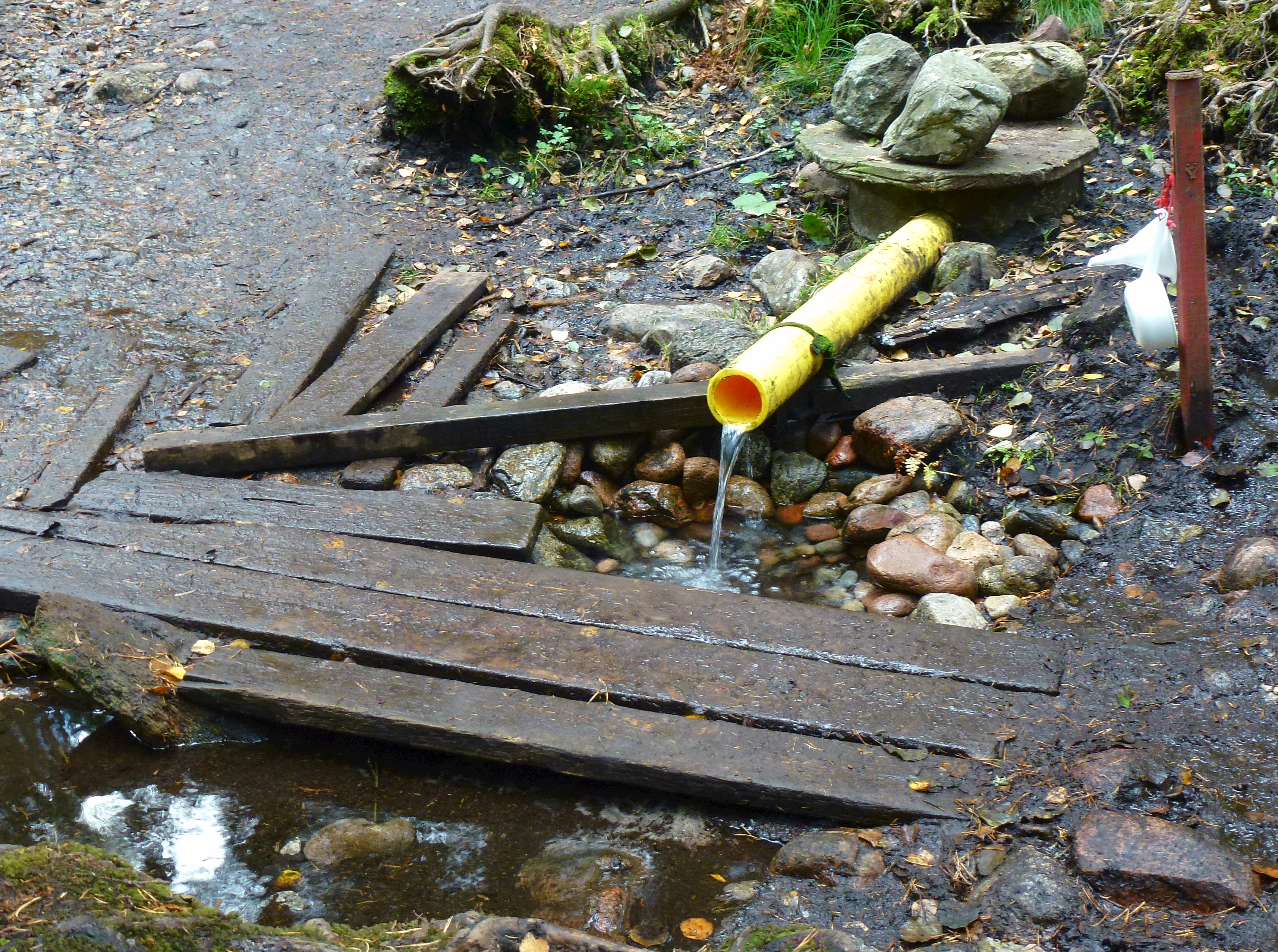
Sandakällan vid Sandasjön
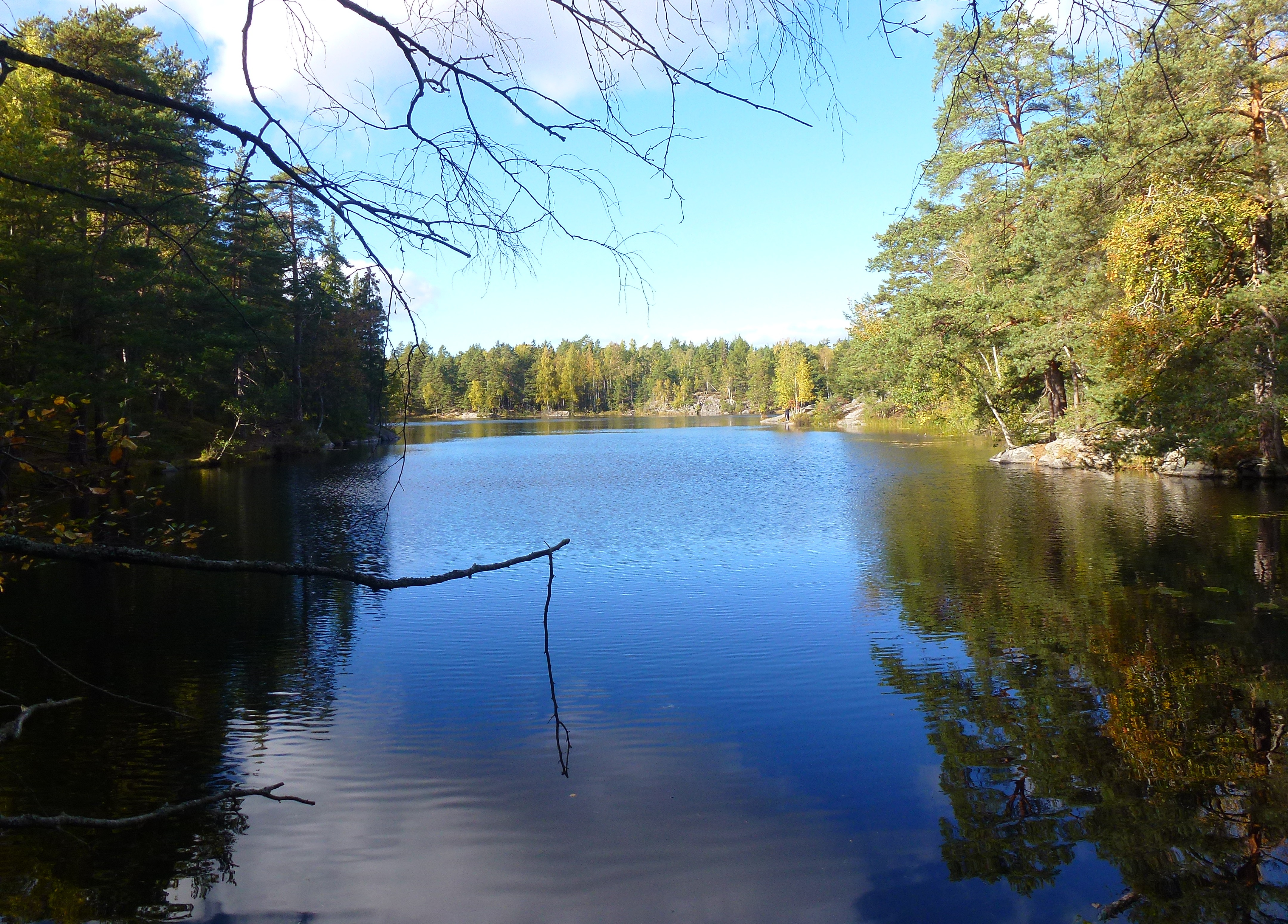
Västra sidan av Dammsjön tillhör Erstavik